# Jacob de Witt
Jacob de Witt (Dordrecht, 7 de febrer de 1589 - Dordrecht, 10 de gener de 1674) va ser un polític neerlandès, alcalde de la seva ciutat natal i pare de Johan de Witt i Cornelis de Witt.

## Biografia

### Primers anys
Jacob de Witt va néixer el 1589 a la ciutat de Dordrecht als Països Baixos. El seu pare era un comerciant de fusta. Va contreure matrimoni amb Anna van den Corput, amb qui va tenir dos fills i dues filles. Entre els seus fills hi eren Johan de Witt i Cornelis de Witt.

### Carrera
Va estudiar dret a la Universitat de Leiden obtenint la seva llicenciatura en la mencionada carrera i exercint-se com jurista. El 1618 es va convertir en tresorer del Sínode de Dort, on va mantenir diversos càrrecs al servei públic, i aconseguint ser burgmestre en sis ocasions. També va exercir com a emissari de Suècia, al costat d'Andries Bicker.
Jacob de Witt va ser membre dels Estats Generals d'Holanda i Frísia occidental (en neerlandès: Staten van Holland a Westfriesland) estant un opositor de Guillem II d'Orange-Nassau, qui era l'estatúder dels Països Baixos, Zelanda, Utrecht, Gueldre i Overijssel. Juntament amb Cornelis de Graeff, Andries de Graeff, Andries i Cornelis Bicker De Witt donava suport a la Pau de Münster i el maig de 1650 va presentar una proposta per reduir la mida de l'exèrcit, ocasionant un conflicte polític. Aquest assumpte va donar com a resultat un Cop d'Estat en contra de l'estatúder, qui secretament va atacar Amsterdam. El 30 de juny de 1650, De Witt al costat d'altres membres prominents dels Estats d'Holanda, van ser arrestats al complex d'edificis conegut com a Binnnenhof a La Haia. Els burgmestres de Delft, Hoorn, Medemblik, Haarlem i Dordrecht van ser detinguts al Castell de Loevestein, i el 17 d'agost van ser alliberats sota la condició d'abdicar als seus càrrecs.

### Defunció
El 1657 es va traslladar a la Haia, després de l'assassinat dels seus fills succeït el 20 d'agost de 1672, es va mudar a Dordrecht que era considerat un lloc més segur. El 10 de gener de 1674, al cap de poc d'establir-se en la nova ciutat va morir.